# Город жизни и смерти
«Город жизни и смерти» (кит. упр. 南京! 南京!, пиньинь Nánjīng! Nánjīng!) — кинофильм режиссёра Лу Чуаня, вышедший на экраны в 2009 году. Фильм рассказывает о событиях нанкинской резни. Фильм снимался 4 года при бюджете в 80 миллионов китайских юаней. Лу Чуаню потребовалось полгода, чтобы китайские цензоры утвердили сценарий фильма, и ещё полгода ему потребовалось, чтобы эти же цензоры позже утвердили видеоряд.
Фильм выполнен в чёрно-белых тонах, хотя в оригинале снимался в цвете, но при монтаже весь цвет был убран. Оператор Цао Юй с самого начала хотел снимать фильм на чёрно-белую плёнку, но во время тестирования обнаружил, что негатив той плёнки получался слишком зернистым, что ему не нравилось, а продюсеры в конечном итоге посчитали, что чёрно-белая плёнка будет слишком дорогостоящей для бюджета.

## Сюжет
В 1937 году начинается вторая японо-китайская война. В декабре японские войска подошли к стенам Нанкина, тогдашней столицы Китая. После непродолжительного сражения командование китайской армии бежало, оставив город на произвол судьбы. Вошедшие в город японские солдаты устроили жестокую расправу над китайскими военнопленными и гражданским населением. События резни показаны как глазами китайцев (солдат и военнопленных, жителей «нанкинской зоны безопасности»), так и глазами молодого японского солдата по имени Кадокава, непосредственного участника взятия города.
Одна из главных сюжетных линий это симпатия Кадокавы к китаянке Лу Цзяньсюн. Они знакомятся, когда Кадокава посещает местный бордель и Лу Цзяньсюн становится его первой девушкой. Он посещает ее еще, принося ей сладости и подарки, и обещает себе жениться на ней. Но все идет не так, как планировалось, когда Лу Цзяньсюн добровольно присоединяется к затребованной японцами сотне женщин для трехнедельного пребывания на станции утешения. Кадокава не в силах ей помочь, единственное, что он может предложить несчастной девушке, это пятнадцатиминутную передышку (именно столько солдату отводилось на одну девушку) и немного риса. Позже он становится свидетелем того, как бездыханное тело Лу Цзяньсюн грузят на повозку, и безэмоционально наблюдает за этим.
Вторая сюжетная линия рассказывает о Сяо Цзян, личном помощнике Йона Рабе, и его попытках сохранить и удержать "нанкинскую зону безопасности". Сяо Цзян несет и личные потери, когда его жену и дочь забирают для утех солдаты. Йону Рабе приходится покинуть Нанкин. Он может вывести пару Цзян в качестве своих помощников, но в последний момент Цзян остается, уступая свое место своему помощнику и взяв с него обещание заботиться о своей беременной жене (высока вероятность, что отцом ребенка является кто-то из японских солдат). Он обещает ей высылать деньги за работу и что они обязательно увидятся, но на самом деле его почти сразу же казнят солдаты. В последние секунды Цзян радостно говорит японцу, собирающемуся его расстрелять, что у него снова будет ребенок.
По ту сторону границы Нанкина свободные женщины с помощью миссионерки Минни Вотрин пытаются спасти своих мужчин от готовящейся казни, и получают разрешение забрать по одному своему родственнику. Цзян пытается спасти нескольких друзей, раз за разом притворяясь, что это ее мужья, но это не укрывается от одного из главнокомандующих (того же, кто руководил расстрелом ее мужа). Проходя мимо Кадокавы и зная, каким пыткам ее подвергнут, она просит застрелить ее, что он и делает после короткого замешательства.
Последние кадры фильма - пышное празднования солдатами захвата Нанкина и парад с танцами по его разрушенным улицам. Мужчину и мальчика, которых последними пыталась спасти Цзян, Кадокава вывозит из города и отпускает, после чего стреляется, не в силах справиться с пережитым и увиденным.

## В ролях
- Лю Е — Лу Цзяньсюн
- Гао Юаньюань — мисс Цзян
- Хидэо Накаидзуми — Кадокава
- Фань Вэй — господин Тан
- Цзян Иянь — Сяо Цзян
- Рю Кохата — Ида
- Лю Бинь — Сяодоуцзы
- Джон Пейсли — Йон Рабе
- Беверли Пекос — Минни Вотрин
- Цинь Лань — госпожа Тан

## Награды и номинации
- 2009 — два приза кинофестиваля в Сан-Себастьяне: «Золотая раковина» (Лу Чуань) и приз за лучшую операторскую работу (Цао Юй).
- 2009 — премия «Золотая лошадь» за лучшую операторскую работу (Цао Юй), а также номинация за лучшие визуальные эффекты (Дон Ма).
- 2009 — приз кинофестиваля в Осло за лучший фильм (Лу Чуань).
- 2010 — две премии Asian Film Awards за лучшую режиссуру (Лу Чуань) и лучшую операторскую работу (Цао Юй), а также номинации за лучший фильм и лучшую музыку (Лю Тун).